# 海劍二防空飛彈系統
海劍二防空飛彈系統是國家中山科學研究院研發的艦載型主動雷達導引的中程防空飛彈系統，用以替代中華民國海軍老舊的海榭樹防空飛彈並增強各型艦艇的防空火力，具有全天候、多目標、全向性、垂直發射、快速轉向等特性，其作戰定位類似RIM-162進化型海麻雀飛彈（ESSM）；此款飛彈為天劍二型飛彈的衍生型，最大射程為30公里。

## 發展
自成功研發天劍二型空對空飛彈後，中山科學研究院即向陸軍與海軍推銷可由地面或海面發射的防空型劍二飛彈，但陸軍因其定位與天兵防空系統中的陸射型麻雀飛彈相同而對此案興趣缺缺，反而是缺乏先進點防空飛彈的海軍較有興趣。中華民國海軍向法國購買康定級巡防艦時未購入配套的防空飛彈系統，僅在艦艏B砲位處安裝人工操作的海榭樹防空飛彈作為臨時性的防空武器。然而此種飛彈的性能十分落後，無法有效應付現代化威脅，原定購入的Aster-15防空飛彈與配套系統則因報價過高與後續爆發的軍購弊案而未能成案，使海榭樹防空飛彈沿用至21世紀20年代。
為解決康定級巡防艦防空火力薄弱的問題，中華民國國防部於2005年啟動「斜射型劍二防空飛彈系統工程發展計畫」（迅隼計畫），並將相關預算排入民國95年度國防預算中。根據迅隼計畫的原始期程，中科院將用2年的時間研發斜射型海劍二，再用4年研發垂射型海劍二，但時任軍備局局長向國防委員表示可以兩年半的時間完成研發，並修改投資綱要計畫，將迅隼計畫的內容變更為為「劍二垂直發射武器系統展示確認」。由於未能取得康定級艦的結構藍圖資料，加上相關技術尚未成熟，迅隼計畫遲遲無法有實質性的進展，此案也於民國97年（西元2008年）遭監察院糾正。
2013年11月，時任海軍司令部參謀長高天忠在立法院外交及國防委員會預算審議會議中透露海軍將於民國104年至106年（西元2015至2017年）進行海劍二飛彈的開發，並以新台幣100億元的預算為六艘康定級巡防艦換裝斜射型海劍二。中科院即在翌年7月以「定海計劃」為名，於淮陽號巡防艦上進行斜向發射型海劍二飛彈與海蜂眼搜索/追蹤雷達的全系統測試。裝載於Mk 41垂直發射系統中的垂直發射型海劍二則於2017年6月首度測試成功，海軍隨後將兩型海劍二飛彈安裝至高雄號測試艦上進行迅聯戰鬥系統的整合測試，並在2020年完成初始作戰測評。海劍二防空飛彈系統最後於2021年9月9日正式服役。
根據2021年9月國防部送交立法院的「五年兵力整建及施政計畫報告」，海劍二飛彈將進入量產階段。由於海劍二將裝備11艘量產型沱江級巡邏艦、2艘玉山級船塢運輸艦、6艘康定級巡防艦與計畫中的新一代巡防艦，首批量產需求預計超過兩百枚。為滿足飛彈量產的需求，中科院花費新台幣70億元建置新式飛彈生產廠房，於2022年6月全數啟用。使陸劍二與海劍二飛彈的年產量由每年40枚提升至每年150枚。

## 設計
海劍二與空射型劍二相較，尺寸大小相近，但海劍二採摺疊彈翼設計，便於縮小體積並可由發射箱發射。
由2015年巴黎航展展示以及台北國際航太展揭露的訊息得知，海劍二無論是傾斜發射或垂直發射都會搭配一個助推器，用以增加飛彈升空的初速與加大有效射程，此助推段的火箭尾口有十字對稱的TVC向量推力裝置，讓飛彈升空後可以及早轉向。
2023年9月「台北國際航太暨國防工業展」中科院對外釋出各型飛彈研製、戰術應用影片，垂直發射構型具「一坑四彈」能力。

## 子型號

### 垂直發射型
由於可在短時間內同時發射多枚飛彈，艦載垂直發射系統已經成為需要應對多方向、多目標飽和攻擊的現代軍艦的常見配備。中科院最早於1998年即啟動垂直發射型劍二飛彈的研製，並將相關結果公布於1999年3月發布的《新新科技》雙月刊上。然而垂直發射型劍二飛彈的研發難度較高，且在艦體上安裝垂直發射系統需大幅更動艦體結構，使康定級巡防艦安裝垂射型海劍二的期程一再拖延，至2021年才以「康定級艦戰鬥系統性能提升案」的名稱出現於民國111年度國防預算。此案將以新台幣431億元的預算升級六艘康定級巡防艦的各項系統，其中即包括32聯裝垂射型海劍二與配套系統的安裝。2023年「台北國際航太暨國防工業展」中科院對外釋出各型飛彈研製、戰術應用影片，垂直發射構型具「一坑四彈」能力，垂射型海劍二也將部署於新一代巡防艦上。海劍二型垂射發射箱尺寸：
632x632x5,812mm、重量：約 824kg。

### 斜向發射型
相較於垂直發射系統，斜向發射架擁有部署彈性高、技術難度低等優點，可裝備於未預留垂直發射系統安裝空間的船艦（如濟陽級巡防艦、沱江級巡邏艦），也因不用大幅更動原有艦體結構而成為康定級巡防艦升級案中風險較小的方案。然而，斜向發射架對飛彈的射界與射角有諸多不良影響，也會嚴重影響康定級巡防艦的匿蹤性。為減少斜向發射架對匿蹤性能的影響，中科院為海劍二設計了可融入艦體外型的「整合型版殼斜射式發射架」，主結構被包覆在低雷達反射截面積的外殼內，飛彈發射箱則固定在發射架預留的凹槽中。
斜射型海劍二目前部署於沱江級巡邏艦與玉山級船塢運輸艦上。
箱組為二聯裝發射箱構型，做為儲存、運輸、發射海劍二型飛彈之用途，發射箱尺寸4.8x0.92x0.36 公尺。。

## 圖集

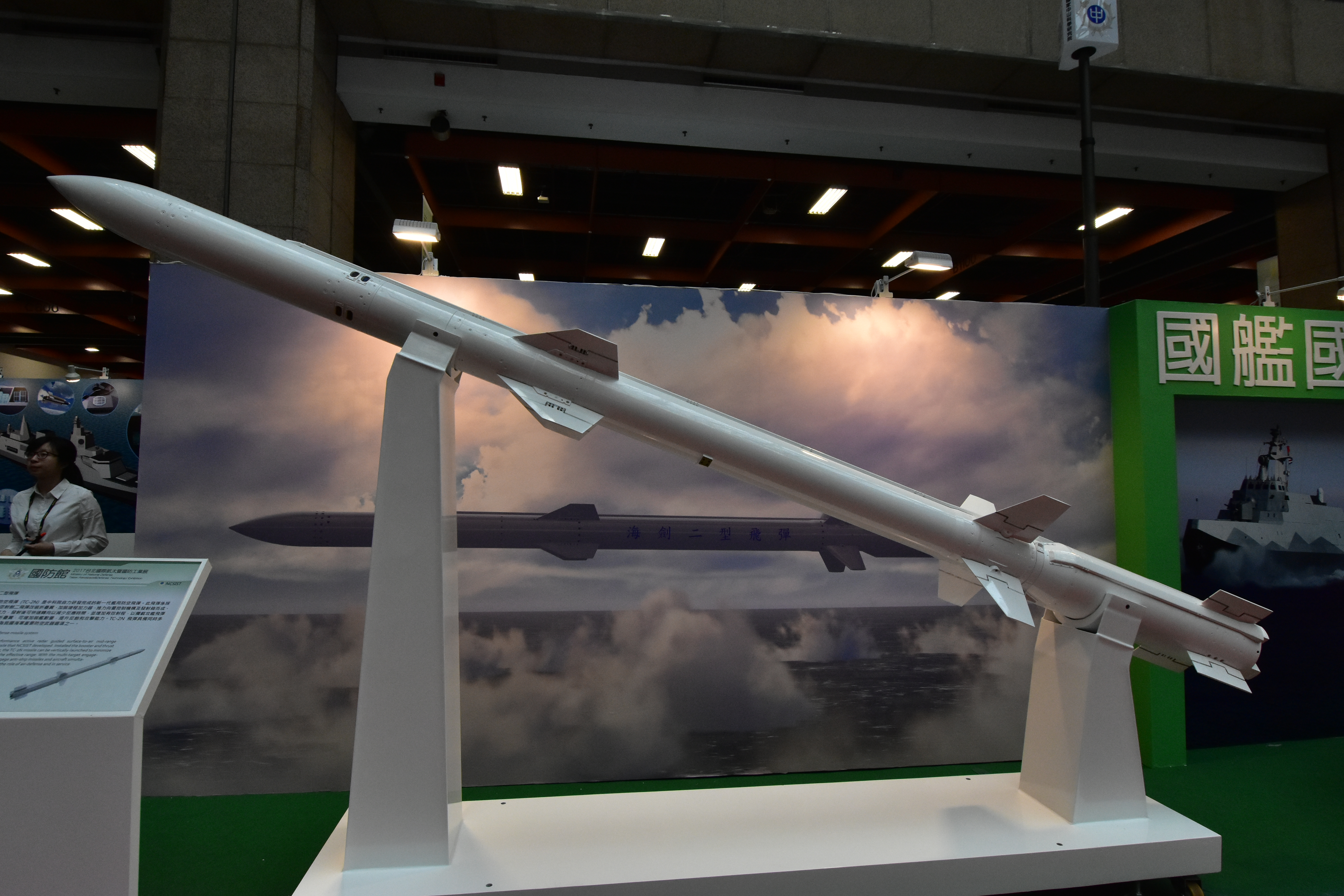
2017年臺北國際航太暨國防工業展時展出的艦射型海劍二型飛彈
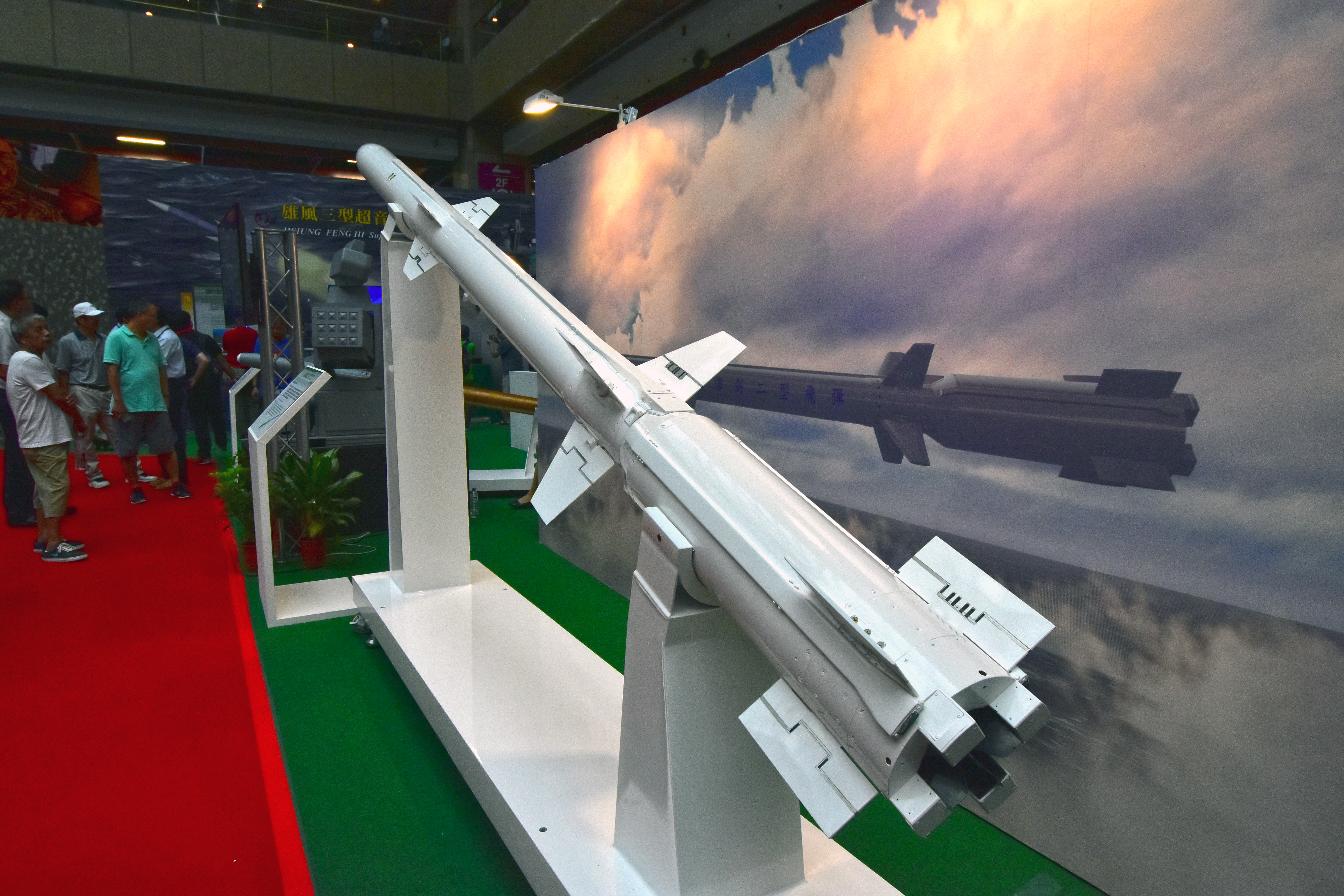
海劍二型飛彈彈尾的助升火箭
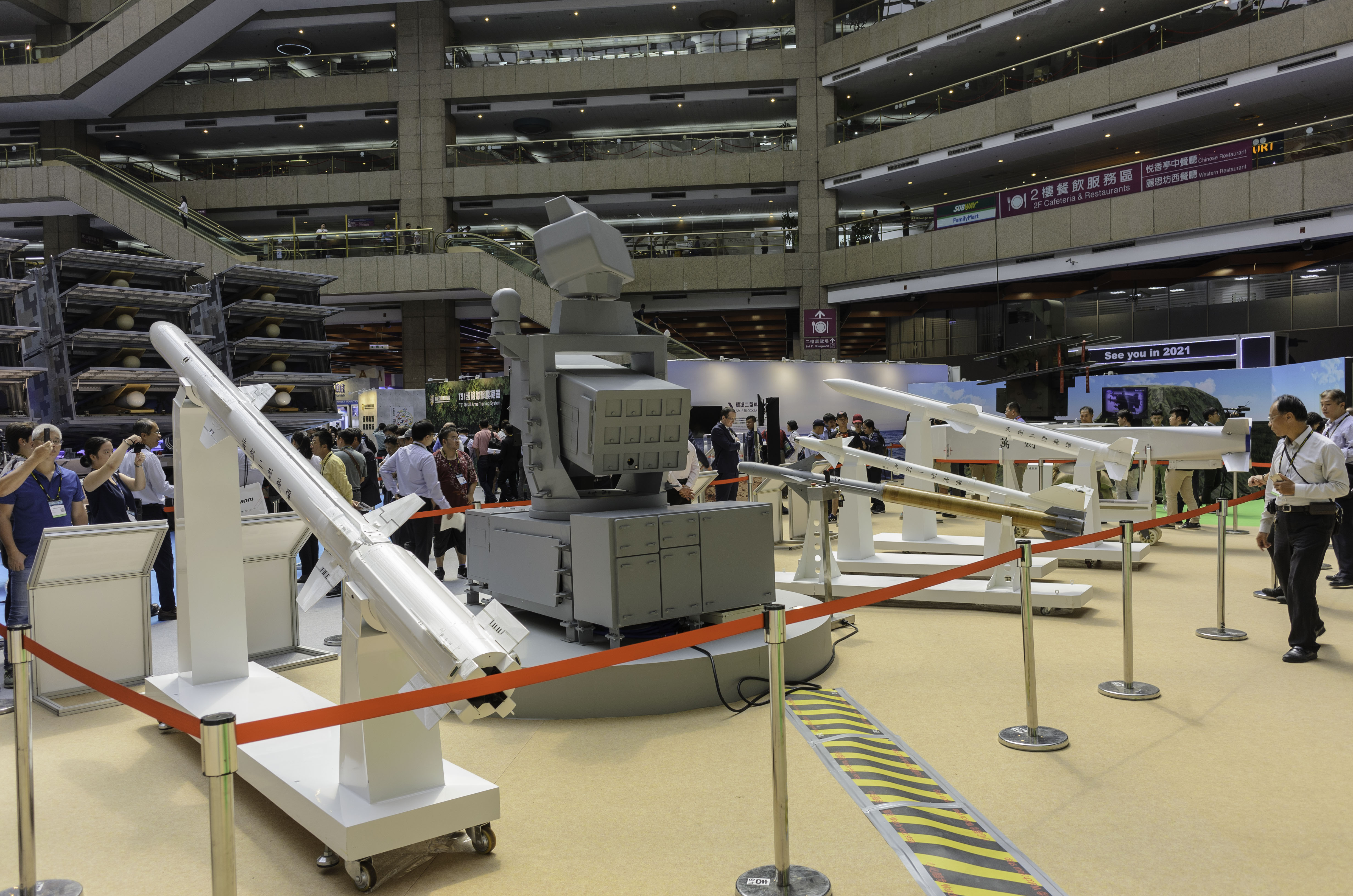
海劍二與獨立型海劍羚飛彈系統
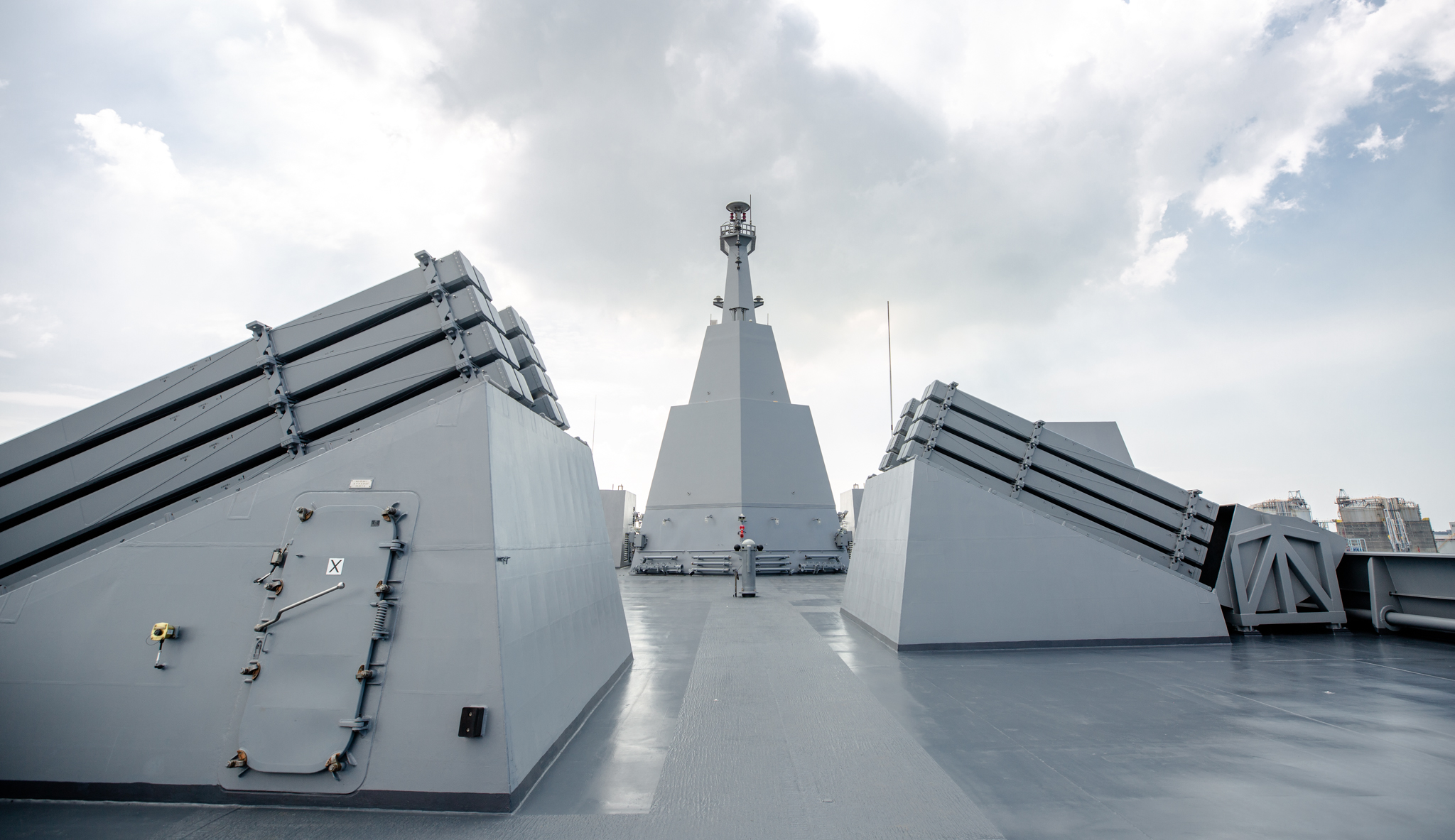
玉山號船塢運輸艦(LPD-1401）後主桅塔與4座八聯裝海劍二型防空飛彈發射器

## 另見
- 天劍二型飛彈
- 陸劍二防空飛彈系統
- 海弓三飛彈

## 外部連結
- 中山科學研究院的介紹頁面